# Las Gabias
Las Gabias è un comune spagnolo di 22 829 abitanti situato nella comunità autonoma dell'Andalusia.